# Diana Rowden
Diana Hope Rowden (Londen, 31 januari 1915 – Natzweiler-Struthof, 6 juli 1944) was een Britse geheim agente in Frankrijk tijdens de Tweede Wereldoorlog.

## Jeugd
Diana was de dochter van de Schotse majoor Alfred Clement Rowden en zijn vrouw Muriel Christian Maitland-Makgill-Crichton, die op 16 juli 1913 getrouwd waren. Na de geboorte van haar twee jongere broertjes Maurice Edward Alfred en Cecil William Aldred scheidden haar ouders en trok haar moeder met de drie kinderen naar het zuiden van Frankrijk.
Diana liep school te San Remo en Cannes tot haar moeder verhuisde naar Hadlow Down, zodat Diana naar de Manor House School te Limpsfield, Surrey kon gaan. In 1933 keerde Diana terug naar Frankrijk, om aan de  Sorbonne Frans, Italiaans en Spaans te studeren. Ze vond daarna werk als journaliste in Parijs.

## Ambulancier
Toen de Tweede Wereldoorlog uitbrak ging ze bij het Franse Rode Kruis en werd gedetacheerd bij het Anglo-American Ambulance Corps. In de zomer van 1941 vluchtte ze via Spanje en Portugal naar Engeland, waar ze bij haar moeder in Kensington ging wonen.

## Special Operations Executive
In september 1941 ging ze bij de Women's Auxiliary Air Force. In juli 1942 werd ze naar  Moreton-in-Marsh gestuurd.
Ze werd ziek en moest kort naar het ziekenhuis van West Country. Daar ontmoette Diana een piloot die herstelde van zijn verwondingen. Harry Sporborg van de Special Operations Executive zag haar dossier en vroeg haar als secretaresse, maar ze begon met stamnummer 4193 een militaire opleiding. Enkele maanden nadien ontmoette ze William Simpson en ze sprak hem over haar wens om terug te keren naar Frankrijk om het verzet te helpen.
Begin maart 1943 deed ze een interview en op 18 maart begon haar opleiding te Wanborough Manor. 

## Verzet
In de nacht van 16 op 17 juni 1943 werd ze samen met Noor Inayat Khan en Cecily Lefort uit een Westland Lysander geparachuteerd boven Villevêque. Henri Déricourt wachtte hen op. Diana ging met een vals paspoort op naam van Juliette Thérèse Rondeau naar Saint-Amour, waar ze vanuit een kamer in Hôtel de Commerce voor het netwerk “Acrobat” van John Renshaw Starr ging werken.  
Ze smokkelde per fiets en soms per trein berichten naar Marseille, Lyon en Parijs. 
Op 16 juli werd Starr opgepakt. Rowden en de marconist John Young doken onder bij het Frans gezin Janier-Dubry te Clairvaux-les-Lacs.
Ze hielp op 5 november Harry Rée van netwerk “Stockbroker” om de fabriek van Peugeot te Sochaux te vernietigen.

## Arrestatie
Midden november 1943 meldde een radiobericht van Baker Street 64 in Londen de aankomst van een nieuwe agent “Benoît”. Op 17 november kwam die aan, maar het bleek een valse agent van de Duitsers. De echte Benoît, André Maugenet was in handen van de Duitsers gevallen, had gepraat en was zo door een valse Benoît vervangen. Rowden en Young werden dezelfde avond opgepakt en naar Lons-le-Saunier gebracht. De volgende dag werd Rowden naar het Parijse hoofdkwartier van de Sicherheitsdienst in 84 Avenue Foch gevoerd, waar ze twee weken ondervraagd werd. Young stierf. Daarna werd ze naar de gevangenis van Fresnes gebracht. 
Op 12 mei 1944 werd Diana Rowden samen met Sonya Olschanezky, Andrée Borrel, Yolande Beekman, Vera Leigh, Eliane Plewman, Odette Hallowes en Madeleine Damerment per vrachtwagen naar de Gare de l'Est gebracht en van daar per trein naar de gevangenis van Karlsruhe gevoerd.
Op 6 juli 1944 werden Rowden, Leigh, Borrel en Olschanezky naar Natzweiler-Struthof gebracht, waar ze dezelfde avond door een inspuiting met fenol gedood werden en hun lijken gecremeerd werden. De bedoeling was dat zij spoorloos zou verdwijnen ("Nacht und Nebel"), maar de Britse agent Brian Stonehouse en de Belgische verzetsstrijder Albert Guérisse getuigden nadien van hun aankomst in het kamp.
Rowden kreeg postuum een Orde van het Britse Rijk en een Legioen van Eer en een  Croix de Guerre (Frankrijk).
- SNAC: w63p2whw